# دونالد فورستر
دونالد فورستر (11 أغسطس 1969 في الأرجنتين - ) (بالإسبانية: Donald Forrester)‏ هو لاعب كريكت أرجنتيني. شارك مع منتخب الأرجنتين الوطني للكريكت.